# Vereja
Vereja (in russo Верея?; anche traslitterata come Vereya) è una cittadina della Russia europea centrale, compresa nell'oblast' di Mosca e situata 116 km a sud-ovest della capitale, sul fiume Protva; era compresa nel distretto di Naro-Fominsk.
Compare per la prima volta in cronache locali nel 1371; fra il 1432 e il 1486 fu il centro del Principato omonimo, entrando successivamente nell'orbita di Mosca. Lo status di città arrivò nel 1782, per volere di Caterina II. Nel 1812 la città vide il passaggio delle armate napoleoniche nella loro marcia verso la capitale.

## Società

### Evoluzione demografica
Fonte: mojgorod.ru
- 1897: 3 700
- 1926: 3 400
- 1939: 4 900
- 1959: 6 400
- 1979: 6 000
- 1989: 5 600
- 2002: 4 957
- 2007: 4 800